# Azrael (pel·lícula)
Azrael és una pel·lícula estatunidenca de terror d'acció del 2024 dirigida per E. L. Katz i escrit per Simon Barrett. La pel·lícula és protagonitzada per Samara Weaving, Vic Carmen Sonne i Nathan Stewart-Jarrett. Es va estrenar al festival South by Southwest de 2024 el 9 de març de 2024, i va ser estrenat en cinemes per IFC Films i Shudder als Estats Units el 27 de setembre de 2024.

## Argument
Molts anys després del Rapte, els supervivents humans restants a la Terra estan plagats pels Cremats, criatures humanoides demoníaques que se senten atretes i s'aprofiten de carn i sang humanes. Azrael i el seu amant, Kenan, són expulsats d'un culte que viu al bosc que creu que la parla és un pecat, i que s'han eliminat quirúrgicament les cordes vocals per deixar de parlar. Josephine, una de les líders del culte, captura i separa la parella amb l'ajuda dels seus secuaços. Els cultistes intenten sacrificar Azrael als Cremats, però Azrael aconsegueix escapar, matant un dels secuaços en el procés.
Azrael fuig pel bosc i s'infiltra al campament tancat del culte, on una dona anomenada Miriam dirigeix el culte com a intèrpret espiritual, creient que el vent parla la voluntat de Déu i escoltant-la a través d'un forat a la paret d'una església destartalada. Azrael és descobert per Josephine i escapa del campament per poc. Aquella nit, Azrael es troba amb una carretera on un home en un camió li ofereix un viatge, però el vehicle s'estavella després que un cultista dispara i mata el conductor. Després d'una llarga batalla, Azrael aconsegueix matar el cultista amb el seu propi rifle.
Al bosc, Azrael troba a Kenan clavat a un arbre i un dels cultistes l'enxampa en una trampa explosiva, deixant-la penjant cap per avall per una corda. Diversos dels Cremats baixen a l'escena i ataquen i maten el cultista abans de matar també a Kenan. Azrael aconsegueix pujar a un arbre, penjant i matant un dels Cremats en el procés.
Azrael torna al campament i s'enfronta a Miriam a l'església. Azrael es prepara per executar-la, però fa una pausa quan s'adona que la Miriam està embarassada, la qual cosa li permet a la Miriam un moment per atacar. La Miriam la incapacita, fent que l'Azrael grati l'estómac embarassada de la Miriam mentre cau a terra. A instàncies de Josephine, els cultistes enterren Azrael en un taüt connectat a un túnel on un Cremat descendeix sobre ella, però la criatura s'atura i retrocedeix després de sentir la sang de la Miriam a la mà d'Azrael.
Enfurismada, Azrael aconsegueix sortir de l'arqueta enterrada i tornar al campament, calant-li foc i assassinant els membres del grup un per un. A l'església, s'enfronta a la Miriam i es produeix una baralla en la qual Azrael mossega el coll de la Miriam i la fereix greument. La Miriam es posa de part mentre una Josephine ferida li ve en ajuda, atacant Azrael. L'Azrael clava un tallant al coll de la Josephine, ferint-la mortalment just quan s'escolten els crits del nadó de la Miriam. La Miriam retrocedeix horroritzada davant del nen abans de tallar-se la gola. Azrael s'acosta al nounat, que es revela que és una criatura semblant a una cabra que s'assembla a l'Anticrist. Quan els Cremats entren a l'església, tots comencen a plorar, mentre Azrael somriu i s'aixeca sostenint el nadó de la Miriam.

## Repartiment
- Samara Weaving com a Azrael
- Vic Carmen Sonne com a Miriam
- Nathan Stewart-Jarrett com a Kenan
- Katariina Unt com a Josephine

## Producció
Azrael es va anunciar el setembre de 2022 amb plans per a E. L. Katz per dirigir la pel·lícula escrita per Simon Barrett. Samara Weaving protagonitzaria la pel·lícula d'acció i terror. La pel·lícula va començar a rodar-se al comtat de Harju, Estònia, l'octubre de 2022 amb l'assistència de producció local de Katrin Kissa a Homeless Bob Production. La producció s'havia plantejat rodar a Ontario, però es va decidir per Estònia, amb algunes activitats de postproducció també a Estònia. Aproximadament el 70% de la tripulació va ser contractada localment, inclòs el director de fotografia Mart Taniel, així com diversos membres del repartiment. La producció va crear una lluna artificial al bosc de Pärispea durant el rodatge mitjançant un sistema de projectors connectats aixecats per una grua.
Un cop finalitzada la filmació, es va portar al European Film Market de 2023 per trobar distribució. El setembre de 2023, Republic Pictures va anunciar que va comprar els drets de distribució nord-americans.

## Llançament
Azrael es va estrenar el 9 de març de 2024, al festival South by Southwest a Austin, Texas. També es va projectar a l'Overlook Film Festival el 5 d'abril de 2024, i al 28è FanTasia el 2 d'agost de 2024. El juliol de 2024, IFC Films i Shudder van adquirir els drets de distribució nord-americans de la pel·lícula de Republic Pictures, programant-la per a l'estrena en cinemes el 27 de setembre de 2024, abans de transmetre a Shudder el 25 d'octubre de 2024.

## Recepció
Al lloc web de l'agregador de ressenyes Rotten Tomatoes, el 72% de les 75 opinions dels crítics són positives, amb una valoració mitjana de 6,2/10. El consens del lloc web diu: "Liderat [sic] per una altra sagnant actuació fantàstica de Samara Weaving, Azrael sacrifica la profunditat a l'altar de l'economia de la narració, però ofereix pura adrenalina". Metacritic, que utilitza una mitjana ponderada, va assignar a la pel·lícula una puntuació de 52 sobre 100, basada en nou crítics, indicant crítiques "mixtes o mitjanes"